# Himalchuli
Himalchuli es la segunda montaña más alta en el Mansiri Himal, parte del Himalaya nepalí. Queda al sur del Manaslu, una de los ochomiles. Himalchuli tiene tres picos principales: Este (7.893 m), Oeste (7.540 m) y Norte (7.371 m). También se escribe a veces por separado, "Himal Chuli".

## Rasgos destacados
Himalchuli es la montaña n.º 18 en altura de las montañas del mundo (usando un corte de al menos 500 metros de prominencia, o re-ascenso). Himalchuli también destaca por su largo relieve vertical sobre el terreno local. Por ejemplo, se alza 7000 m sobre el río Marsyangdi al suroeste en alrededor de 27 km de distancia horizontal.

## Historia de ascensos
Se hicieron visitas de exploración al imperio en 1950 y 1954. Un primer intento en 1955 fracasó y hubo otros en 1958 y 1959.
El prime ascenso se realizó en 1960, por Hisashi Tanabe y Masahiro Harada, de Japón. La ruta seguía la "cresta Sickle" desde el suroeste. Primero ascndieron a la silla entre los picos Oeste y Principal, donde colocaron el último de sus seis campos. Este ascenso fue de alguna manera inusual para una cumbre de menos de 8.000 al usar bombonas de oxígeno.
El Índice Himalayo lista otros cinco ascensos de este pico, y otros 10 intentos infructuosos. Los ascensos fueron por varias rutas en las caras sur, suroeste y sureste de la montaña.
El pico Oeste fue escalado por vez primera en 1978 por dos miembros de una expedición japonesa al pico principal del Himalchuli. La escalaron desde el sur (el Dordi Khola) y se aproximaron a la cumbre del Pico Occidental desde el este.
El pico Norte fue escalado por vez primera en 1985 por una expedición coreana, a través de la cara norte.

## Otras referencias
- American Alpine Journal

- Datos: Q1145646
- Multimedia: Himalchuli / Q1145646